# Sérgio Mamberti
Sérgio Duarte Mamberti OMC (Santos, 22 de abril de 1939 — São Paulo, 3 de setembro de 2021) foi um ator, diretor, produtor, autor, artista plástico e político brasileiro. Foi secretário-geral do Comitê Nacional de Arte Brasileira (CNAB) na diretoria de 2009 a 2014. É formado pela Escola de Artes Dramáticas de São Paulo, foi dramaturgo por mais de 50 anos. Era irmão do também ator Cláudio Mamberti e pai do ator Duda Mamberti, do diretor Fabrício Mamberti e do produtor teatral Carlos Mamberti.

## Biografia
Nascido em 1939, na cidade de Santos, no litoral de São Paulo, Sérgio formou-se no curso de artes cênicas da Escola de Arte Dramática da Universidade de São Paulo (EAD). Fez sua estreia no teatro na peça Antígone América escrita por Carlos Henrique Escobar, produzida por Ruth Escobar e dirigida por Antônio Abujamra.
Após a peça no ano de 1963, passou a integrar o Grupo Decisão, juntamente com nomes como Antonio Abujamra e Glauce Rocha. Pelo grupo participou de diversos trabalhos, se destacando no espetáculo O inoportuno de Harold Pinter.
Posteriormente participou da histórica montagem de O Balcão de Jean Genet o que lhe garantiu o Prêmio Governador do Estado de São Paulo, na categoria 'melhor ator coadjuvante'.
Na década de 1970, com seu irmão Cláudio Mamberti participou de inúmeras peças de teatro na capital paulista trabalhando com importantes nomes da dramaturgia brasileira como Beatriz Segall, Regina Duarte e Paulo José.
Nos anos 1980, interpretou Galeno Sampaio na novela Brilhante da Rede Globo. Em 1984, interpretou Rei Cláudio na peça Hamlet, do inglês William Shakespeare organizado por Marco Aurélio. No mesmo ano viveu Argan na peça Tartufo, de Molière dividindo a peça com Paulo Autran, sob a direção de José Possi Neto. Em 1988, viveu um de seus personagens mais marcantes Eugênio, mordomo homossexual de Celina (Nathália Timberg), no folhetim Vale Tudo de Gilberto Braga.
Ainda na década de 1980, foi um dos fundadores do Partido dos Trabalhadores (PT), tendo participado efetivamente do processo de fundação.
Na década de 1990, viveu um de seus personagens mais marcantes: Doutor Victor, no programa infanto-juvenil Castelo Rá-Tim-Bum, da TV Cultura.
Após a eleição de Luiz Inácio Lula da Silva em 2002, Sérgio participou da parte cultural do governo, ocupando cargos e participando de conselhos.
Em 2013, viveu o vilão Dionísio na novela Flor do Caribe. Em 2016, fez sua estreia nos serviços de streaming na série 3%, produzida pela Netflix.
No ano de 2017, foi homenageado na Assembleia Legislativa de São Paulo (ALESP) no dia do ator.  Em 2018, venceu o prêmio Grande Prêmio da Crítica APCA.
Em 2019, ganhou destaque na peça 'O ovo de ouro' que conta a história de judeus que eram obrigados a matar outros judeus na Alemanha Nazista.
Em 2021, lançou uma autobiografia em que afirmou ser bissexual.

## Carreira política

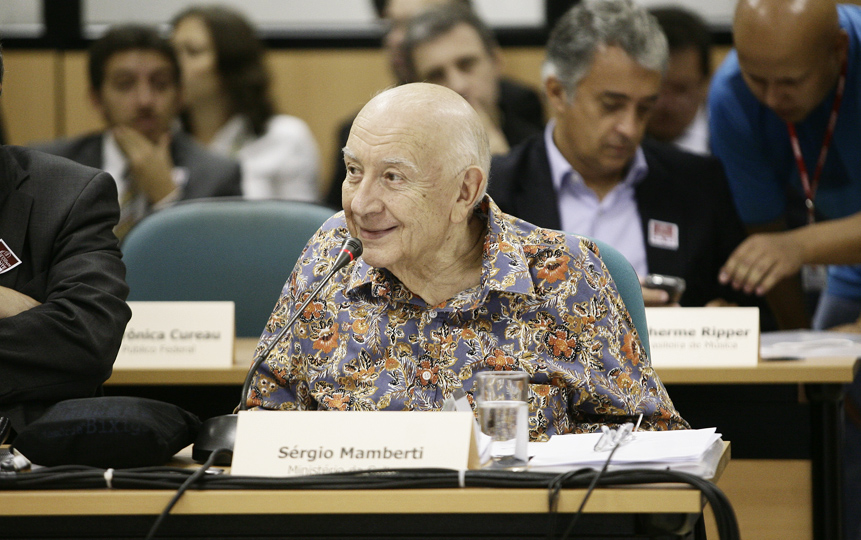
Sérgio Mamberti em discurso

Filiado ao Partido dos Trabalhadores (PT), Sérgio Mamberti ocupou durante o Governo Lula diversos cargos dentro do Ministério da Cultura do Brasil:
- Secretário de Música e Artes Cênicas
- Secretário da Identidade e da Diversidade Cultural
- Presidente da Fundação Nacional de Artes FUNARTE
- Secretário de Políticas Culturais

Mamberti posicionou-se de maneira contrária ao processo de Impeachment de Dilma Rousseff. Em 2018, interpretou o seu personagem Dr. Victor juntamente com os atores Pascoal da Conceição (Dr. Abobrinha) e Eduardo Silva (Bongô) para pedirem votos ao então candidato petista Fernando Haddad. Também nesse ano, protestou contra a prisão do presidente Lula, participando do movimento Lula Livre.

## Vida pessoal
Foi casado entre 1964 e 1980 com Vivien Mahr, com quem teve três filhos: Duda Mamberti, Carlos e Fabrício. Vivien morreu precocemente aos 37 anos, devido a uma série de problemas respiratórios. Em 1982, ele conheceu Ednardo Torquato, com quem viveria uma relação de 37 anos, até a morte de Ednardo em 2019. Com o parceiro, adotou sua única filha, Daniele.
Mamberti morreu em 3 de setembro de 2021, em um hospital da rede Prevent Sênior, vítima de falência múltipla dos órgãos, em decorrência de uma infecção pulmonar. Foi velado no Teatro Sesc Padre Anchieta, e sepultado no Cemitério da Consolação, na capital paulista.

## Filmografia
Referência em atuação, Mamberti é lembrado por ter representado muitos personagens com personalidade forte. Entre seus trabalhos mais importantes e mais lembrados pelo público, é importante destacar o culto mordomo Eugênio de Vale Tudo, o sábio Dr. Victor do programa infantil Castelo Rá-Tim-Bum e, mais recentemente, o carrasco nazista Dionísio Albuquerque de Flor do Caribe. Além disso, atuou em filmes, séries, minisséries e outros especiais.

### Cinema
| Ano  | Título                                              | Personagem                          |
| ---- | --------------------------------------------------- | ----------------------------------- |
| 1966 | Nudista à Força                                     |                                     |
| 1969 | O Bandido da Luz Vermelha                           | Passageiro do táxi                  |
| 1972 | O Jogo da Vida e da Morte                           | Marcelo                             |
| 1973 | Toda Nudez Será Castigada                           | Odésio                              |
| 1976 | À Flor da Pele                                      | Jorge                               |
| 1978 | Parada 88 - O Limite de Alerta                      | Santana                             |
| 1979 | Maldita Coincidência                                | [ 39 ]                              |
| 1982 | O Olho Mágico do Amor                               | Prolíxenes                          |
| 1982 | Noites Paraguayas                                   |                                     |
| 1982 | O Homem do Pau-brasil                               | Pedroso                             |
| 1982 | Rio Babilônia                                       |                                     |
| 1984 | O Baiano Fantasma                                   | Protegido que sofre ataque cardíaco |
| 1985 | Made in Brazil                                      | Raul                                |
| 1985 | Avaeté - Semente da Vingança                        | Deputado Andorinha                  |
| 1986 | Sonho Sem Fim                                       | Quiromante                          |
| 1987 | A Dama do Cine Shanghai                             | Stan                                |
| 1987 | A Menina do Lado                                    | Paulo Maurício                      |
| 1987 | A Mulher Fatal Encontra o Homem Ideal               |                                     |
| 1987 | Anjos da Noite                                      | Apresentador                        |
| 1987 | Brasa Adormecida                                    | Primo bispo                         |
| 1988 | Fogo e Paixão                                       | Prefeito                            |
| 1988 | O Mentiroso                                         | Coringa                             |
| 1988 | Romance                                             | Deputado                            |
| 1990 | Beijo 2348/72                                       | Juiz                                |
| 1991 | O Corpo                                             | Delegado                            |
| 1991 | Olímpicos                                           | Jogador de pôquer                   |
| 1992 | Dudu Nasceu                                         |                                     |
| 1992 | Perfume de Gardênia                                 |                                     |
| 1992 | Oswaldianas                                         | Cesar Castilho                      |
| 1994 | Dente por Dente                                     | Dr. Charles                         |
| 1994 | Mil e Uma                                           | Perito                              |
| 1994 | O Efeito Ilha                                       | Cardeal                             |
| 1996 | Com Que Roupa?                                      |                                     |
| 1997 | Doces Poderes                                       | Bob                                 |
| 1999 | Castelo Rá-Tim-Bum, o Filme                         | Dr. Victor Stradivarius             |
| 1999 | Hans Staden                                         | Jacó                                |
| 2000 | Brava Gente Brasileira                              | Padre                               |
| 2000 | Tônica Dominante                                    | Senhor distinto                     |
| 2001 | 3 Histórias da Bahia                                | Teixeirinha                         |
| 2003 | Xuxa Abracadabra                                    | Tio Nicolau / Mágico Merlino        |
| 2007 | O Homem Que Desafiou o Diabo                        | Coronel Ruzivelte                   |
| 2008 | O Cavaleiro Didi e a Princesa Lili                  | Sacerdote                           |
| 2008 | Bodas de Papel                                      | Nonato                              |
| 2010 | Luz nas Trevas – A Volta do Bandido da Luz Vermelha | Neném Jr.                           |
| 2012 | Aconteceu no Bixiga                                 | Padre Antônio                       |
| 2013 | O Inventor de Sonhos                                | Duque de Alva                       |
| 2013 | Jogo das Decapitações                               | Siqueira                            |
| 2015 | O Samba Daqui                                       | Avô José                            |
| 2021 | Doce Encanto                                        | Walter                              |
| 2023 | O Pastor e o Guerrilheiro                           | Seu Geraldo                         |

### Televisão
| Ano     | Título                                   | Personagem                                     | Notas                                  | Emissora          |
| ------- | ---------------------------------------- | ---------------------------------------------- | -------------------------------------- | ----------------- |
| 1968    | Ana                                      | Tenório                                        |                                        | RecordTV          |
| 1969    | Algemas de Ouro                          | Miro                                           |                                        | RecordTV          |
| 1970    | As Pupilas do Senhor Reitor              | Dr. João Semana                                |                                        | RecordTV          |
| 1971    | Os Deuses Estão Mortos                   | Padre Antenor                                  |                                        | RecordTV          |
| 1971    | Quarenta Anos Depois                     | Padre Antenor                                  |                                        | RecordTV          |
| 1979    | Meu Nome É Villa-Lobos                   |                                                |                                        | TV Cultura        |
| 1979    | Dinheiro Vivo                            | Pacheco                                        |                                        | Rede Tupi         |
| 1981    | Brilhante                                | Galeno Sampaio                                 |                                        | Rede Globo        |
| 1984    | Transas e Caretas                        | Antônio                                        |                                        | Rede Globo        |
| 1986    | Dona Beija                               | Coronel Elias Felizardo                        |                                        | Rede Manchete     |
| 1987    | Helena                                   | Amílcar Botelho de Castro                      |                                        | Rede Manchete     |
| 1988    | Vale Tudo                                | Eugênio                                        |                                        | Rede Globo        |
| 1989    | Cortina de Vidro                         | Cristóvão                                      |                                        | SBT               |
| 1990    | A História de Ana Raio e Zé Trovão       | Pupo Valdez                                    |                                        | Rede Manchete     |
| 1990    | Pantanal                                 | Dr. Arnaud                                     |                                        | Rede Manchete     |
| 1992    | As Noivas de Copacabana                  | Dono da boate                                  |                                        | Rede Globo        |
| 1993    | Agosto                                   | Senador Victor Freitas                         |                                        | Rede Globo        |
| 1993    | Olho no Olho                             | Napoleão Zapata (Popo)                         |                                        | Rede Globo        |
| 1994–97 | Castelo Rá-Tim-Bum                       | Dr. Victor Astrobaldo Stradivarius Victorius I |                                        | TV Cultura        |
| 1995    | Engraçadinha: Seus Amores e Seus Pecados | Tio Nonô                                       |                                        | Rede Globo        |
| 1996    | Dona Anja                                | Padre Antônio                                  |                                        | SBT               |
| 1996    | O Campeão                                | Porfírio                                       |                                        | Rede Bandeirantes |
| 1997    | Anjo Mau                                 | Otávio Ferraz                                  |                                        | Rede Globo        |
| 1998    | Labirinto                                | Geraldo                                        |                                        | Rede Globo        |
| 2000    | A Muralha                                | Cristóvão Rabelo                               |                                        | Rede Globo        |
| 2000    | TV Ano 50                                | Gerente do Hotel                               | Especial Humorístico                   | Rede Globo        |
| 2001    | Estrela-Guia                             | Alaor Pimenta                                  |                                        | Rede Globo        |
| 2001    | A Turma do Pererê                        | Padre Juquinha                                 | Episódio: "Malhando o Judas"           | Rede Globo        |
| 2001    | O Clone                                  | Dr. Vilela                                     |                                        | Rede Globo        |
| 2002    | Sabor da Paixão                          | Silvano Cilbuski                               |                                        | Rede Globo        |
| 2002    | A Grande Família                         | Dr. Euclides                                   | Episódio: "Um Homem para Chamar Lineu" | Rede Globo        |
| 2004    | Da Cor do Pecado                         | Desembargador                                  |                                        | Rede Globo        |
| 2005    | Essas Mulheres                           | Coronel Vigário Lourenço Camargo               |                                        | RecordTV          |
| 2006    | O Profeta                                | Guia espiritual de Marcos                      |                                        | Rede Globo        |
| 2006    | Linha Direta                             | Milton Bednarski                               | Episódio: "O Bandido da Luz Vermelha"  | Rede Globo        |
| 2007    | Desejo Proibido                          | Frei Domingos                                  |                                        | Rede Globo        |
| 2011    | O Astro                                  | Padre Laurindo                                 |                                        | Rede Globo        |
| 2012    | A Vida da Gente                          | Juiz César Villares                            | Episódio: "18 de fevereiro             | Rede Globo        |
| 2013    | Flor do Caribe                           | Dionísio Albuquerque / Klaus Wagner            |                                        | Rede Globo        |
| 2016    | Sol Nascente                             | Dom Manfredo Giulini                           |                                        | Rede Globo        |
| 2016    | 3%                                       | Conselheiro Matheus                            | Temporada 1                            | Netflix           |
| 2017    | Felipa e o Foguete                       | Avô da Felipa                                  | Telefilme                              | TV Anhanguera     |
| 2017    | Eu, Ela e um Milhão de Seguidores        | Saul                                           | Episódio: "Cheguei Lá?"                | Multishow         |

## Teatro
| Ano  | Título                                                      | Direção              |
| ---- | ----------------------------------------------------------- | -------------------- |
| 1964 | O Inoportuno, de Harold Pinter                              | Antônio Abujamra     |
| 1968 | Navalha na Carne, de Plínio Marcos                          | Jairo Arco e Flexa   |
| 1969 | O Balcão, de Jean Genet                                     | Victor Garcia        |
| 1975 | Reveillon, de Flávio Márcio                                 | Paulo José           |
| 1980 | Calabar: o Elogio da Traição, de Chico Buarque e Ruy Guerra | Fernando Peixoto     |
| 1984 | Hamlet, de Shakespeare                                      | Márcio Aurélio       |
| 1985 | Tartufo, de Molière                                         | José Possi Neto      |
| 1995 | Pérola, de Mauro Rasi                                       | Mauro Rasi           |
| 2001 | O Evangelho segundo Jesus Cristo, de José Saramago          | José Possi Neto      |
| 2015 | Visitando Sr. Green, de Jeff Baron                          | Cássio Scapin        |
| 2018 | Um Panorama Visto da Ponte, de Arthur Miller                | Zé Henrique de Paula |
| 2019 | O Ovo de Ouro, de Luccas Papp                               | Ricardo Grasson      |

## Prêmios e indicações
Em 1962, venceu o prêmio Moracy do Val realizado pelo jornal Última Hora na categoria 'ator revelação' pelo espetáculo Antígone – América. No ano de 1964, recebeu o 'Prêmio Saci' de Teatro que era organizado pelo jornal O Estado de S. Paulo na categoria 'Melhor Ator Coadjuvante' pela peça O Inoportuno.
Em 1969, recebeu o 'Prêmio Governador do Estado de SP' na categoria 'Melhor ator coadjuvante' por sua atuação na peça teatral O Balcão. Na década seguinte recebeu mais prêmios como o Prêmio Molière na categoria 'Melhor ator' no ano de 1975 pela peça Réveillon. No ano anterior, Mamberti havia sido indicado na mesma premiação na mesma categoria pela peça O Jogo do poder. Também peça Réveillon venceu a categoria 'melhor ator' do Prêmio Governador do Estado de SP, o Prêmio APCA – Teatro / Associação Paulista de Críticos de Arte - SP e da Revista Veja SP.
Como diretor em 1982, recebeu o prêmio de 'Melhor espetáculo' pela sua peça Coração na Boca em premiação no Rio de Janeiro. No ano de 1989 venceu a categoria de 'Melhor Ator Coadjuvante' pela novela Vale Tudo em que interpretou Eugênio.
Já na década de 1990, em 1995, venceu o Prêmio Mambembe de 'melhor ator coadjuvante' pelo espetáculo Pérola. No ano seguinte, venceu o Prêmio Sharp de 'melhor ator' também pela peça Pérola. Em 1997, venceu o Prêmio APETESP de 'melhor ator' também por Pérola.
No ano de 1998, venceu o Prêmio Internacional Lumière. Também recebeu o prêmio 'Patrimônio de Bauru' realizado pelo município do interior do estado de São Paulo.
Em 2008, recebeu o prêmio mais alto de nível cultural do país Ordem do Mérito Cultural (OMC). No ano de 2018, recebeu o Grande Prêmio da Crítica APCA.
| Ano  | Prêmio               | Categoria                     | Indicação     | Resultado |
| ---- | -------------------- | ----------------------------- | ------------- | --------- |
| 2021 | Prêmio Bibi Ferreira | Melhor Ator em Peça de Teatro | O Ovo de Ouro | Venceu    |